# Slorarock
Slorarock is een jaarlijks muziekfestival dat plaatsvindt in het Bouckenborghpark in Merksem. Het event wordt georganiseerd door vzw Slorarock, ondersteund door leiding en oudleiding van Chiro Sloratokels. Het is die chiro waar de naam Slorarock is van afgeleid. Ieder jaar staat er een grote tent op de terreinen voor het kasteel, ten einde aan de GastonBerghmansdreef, vernoemd naar de Merksemnaar Gaston Berghmans.

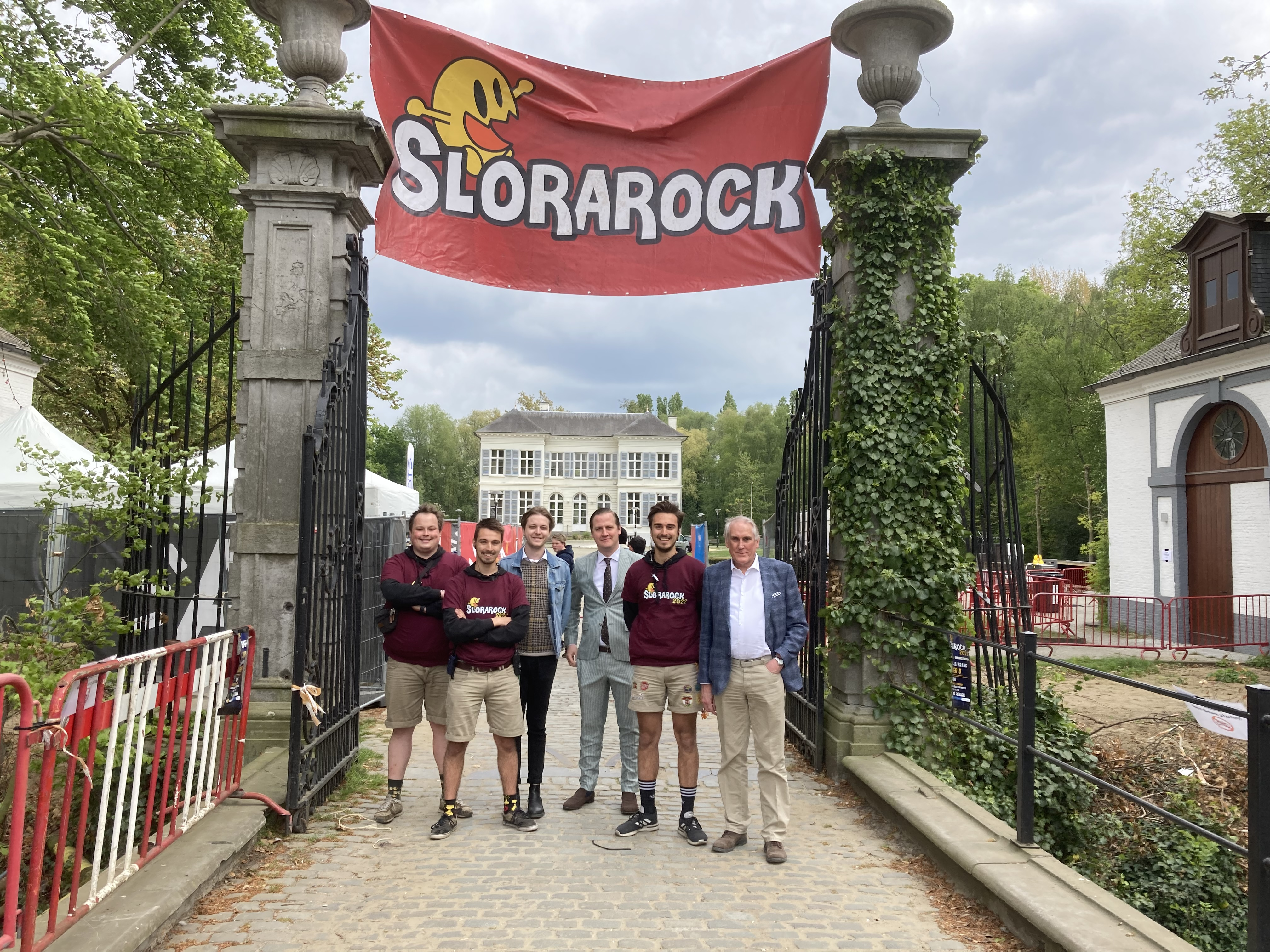

Bij de Merksemse jeugd is het festival niet meer weg te denken. Het is daarbij het grootste festival in Merksem.

## Geschiedenis

### 2010
Het festival bestaat sinds 2010, toen vond het plaats op de parking van de Heilig Sacramentskerk (Merksem). Het begon als een geldactiviteit voor de oudste leden van Chiro Sloratokels. Al snel bleek het een leuk idee en begonnen er veel ideeën op de proppen te komen.

### 2015
De afgelopen jaren bleef het festival als maar groeien. En na vijf edities werd het te groot. Aangezien het festival nog steeds op de parking plaatsvond midden in een woonwijk moest er gekeken worden naar een nieuwe locatie. Dit omdat er een uitbreiding nodig was en natuurlijk om geluidsoverlast te voorkomen. Daarom werd er beslist om te verhuizen naar het Bouckenborgpark. Sindsdien vindt het daar ieder jaar plaats.

### 2019-2020-2021
In 2019 kreeg Slorarock te maken met een besluit. Er werd beslist dat het event-terrein niet meer gebruikt worden. Dit om de natuur te respecteren en omdat de brug niet langer het gewicht van een camion zou aankunnen. Dat werd toch verteld. Door deze politieke kwestie werd er beslist om de 10de editie van het jaar 2019 een jaar uit te stellen.
Zo werden er een plannen gemaakt voor een editie in het Fort van Merksem in 2020. Een hele uitdaging aangezien het terrein niet voorzien was van diverse benodigdheden. Echter bleef de voorbereiding een grote denkoefening, de al verder gevorderde voorbereidingen moesten noodgedwongen gestopt worden door de wereldwijde Coronapandemie.
Zowel in het jaar 2020 en 2021 werd de 10de editie weer uitgesteld. Maar toch bleven de organisatoren gemotiveerd.

### 2022
In 2022 was het eindelijk zover, de 10de editie vond plaats. En in het Bouckenborghpark.